# Mónica Barriga
Mónica Ximena Barriga Valverde (La Paz, Bolivia, 19 de octubre de 1973) es una presentadora de televisión, empresaria y periodista deportiva boliviana. Es una de las primeras mujeres bolivianas que incursionaron en el periodismo deportivo boliviano.
Mónica Barriga nació el 19 de octubre de 1973 en la ciudad de La Paz. Comenzó sus estudios escolares en 1979, saliendo bachiller en su ciudad natal el año 1990. 
Continuo con sus estudios profesionales ingresando en 1991 a la carrera de comunicación social de la Universidad Católica Boliviana San Pablo de La Paz, graduándose como periodista el año 1995. Realizó también estudios de especialización en periodismo en la Universidad Loyola de su ciudad natal. Actualmente concluyó sus estudios en Educación Superior en la UMSA y cuenta con una certificación como Coach Grow Plus en el Instituto Canario de Coaching 
El ingreso de Mónica a la televisión fue el año 1995, a sus 22 años, en la Red Unitel. Trabajo junto a destacados periodistas como Lorenzo Carri y Oscar Dorado. El año 2004 se retiró de la pantallas. En su vida laboral, Barriga se desempeñó también como encargada de medios de la Federación Boliviana de Fútbol.
El año 2013, ya a sus 40 de edad, volvió nuevamente a las pantallas de la televisión boliviana con el programa deportivo CD7 del canal estatal Bolivia TV. Durante su vida profesional fue reportera del Rally Dakar en Bolivia.condujo también la clausura de los juegos ODESUR realizados en la ciudad de Cochabamba. Desde el año 2005, Mónica es la gerente general del Centro Hiperbárico de Medicina Actual (Cehima). Columnista de la revista OH de Los Tiempos.